# Continental Mark II
De Continental Mark II is een ultra-luxe coupé die geproduceerd werd door de Continental Division van Ford van 1956 tot 1957. Het was de enige auto ooit die door Continental op de markt is gebracht en werd beschouwd  als het wereldwijde vlaggenschip van de Ford Motor Company. 

## Historiek

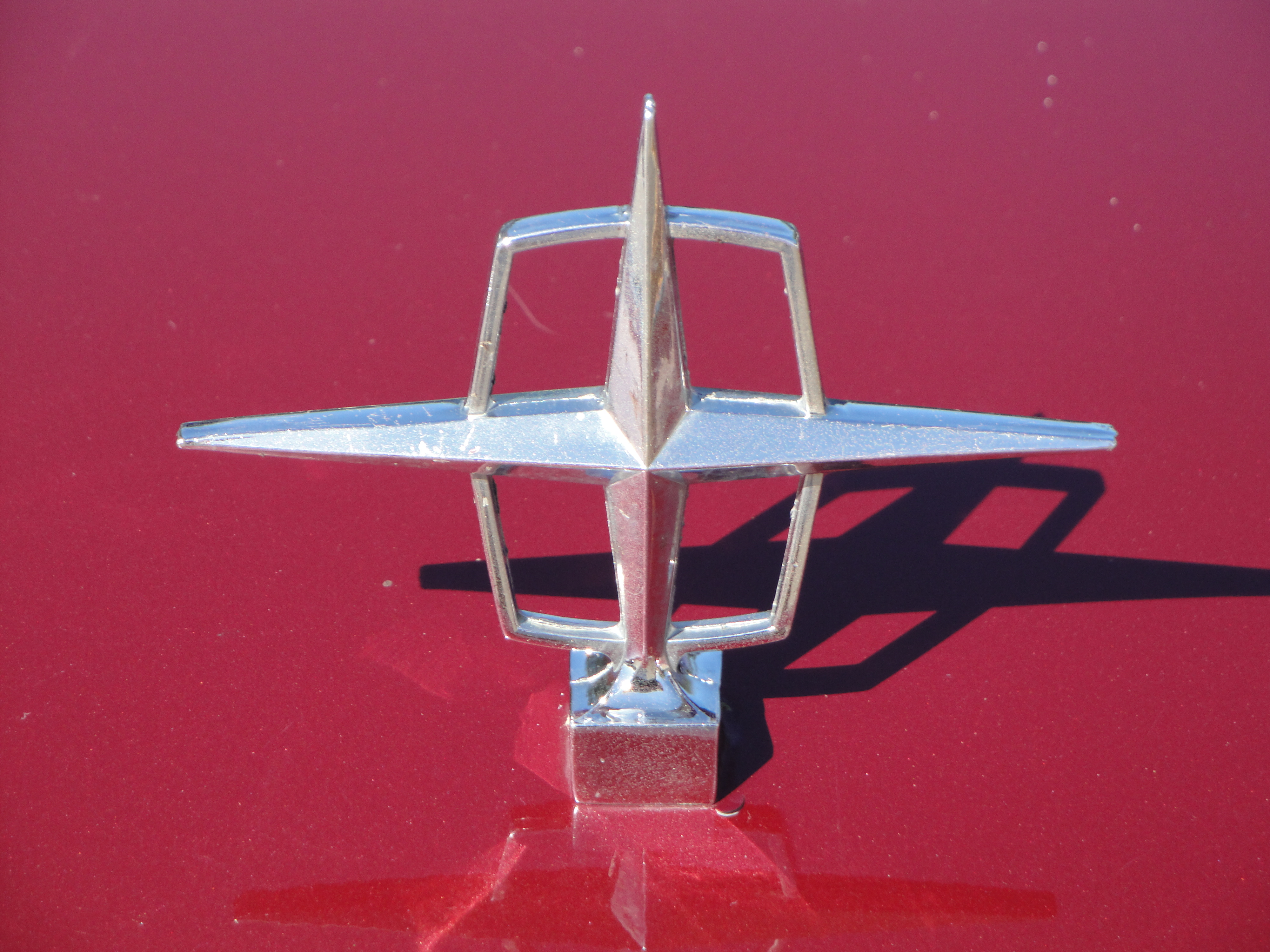
Merklogo van Continental: een rechthoekige vierpuntige ster

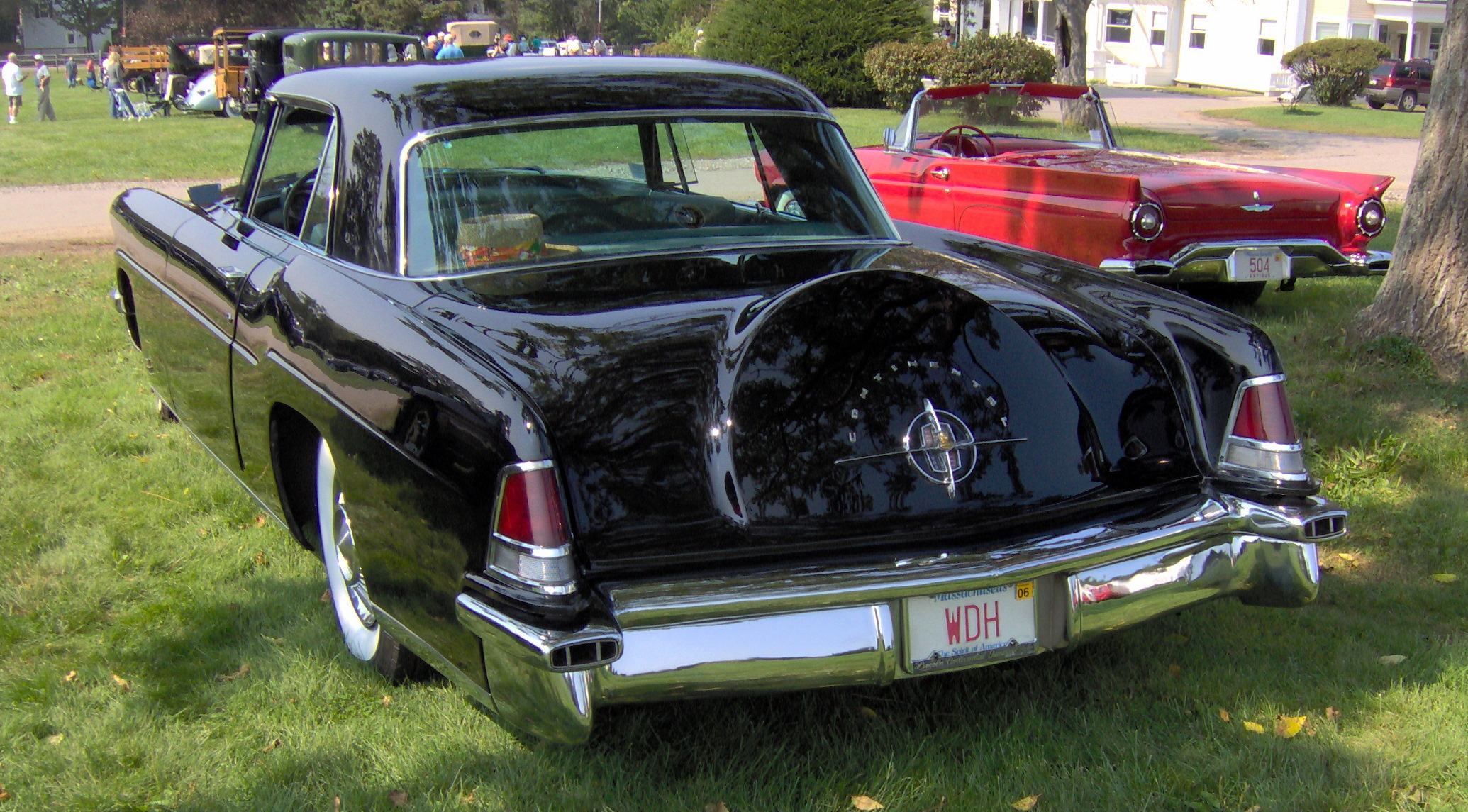
De typerende reservewiel-uitstulping in het kofferdeksel

Na de Tweede Wereldoorlog werden de merken Lincoln en Mercury gegroepeerd in een gemeenschappelijke divisie om hun activiteiten te stroomlijnen.  Samen met de introductie van de eerste naoorlogse productlijnen in 1949 zette de Lincoln-Mercury-divisie ook na zes jaar de productie van de Lincoln Continental stop. Alhoewel de Lincoln Continental een goede reputatie had opgebouwd, was de auto als variant van de Lincoln-Zephyr uit 1936 een verouderd ontwerp geworden.
Na het verdwijnen van de Lincoln Continental bleek er in het begin van de jaren vijftig voldoende belangstelling te bestaan voor een opvolger. In 1952 richtte Ford het Special Product Operations-team op (de latere Special Products Division).
De eerste ontwerpen van het team werden afgewezen door het hogere Ford-management, maar in 1953 werd het ontwerp voor de opvolger van de Continental goedgekeurd. In datzelfde jaar kwamen er verschillende voertuigen in het tweedeurs luxesegment op de markt. General Motors introduceerde drie cabriolets: de Cadillac Eldorado, de Buick Skylark en de Oldsmobile 98 Fiesta. Chrysler kwam met de C-300 en Packard met de Caribbean cabriolet.
De Special Products Division stelde verschillende doelstellingen voorop: Naast het creëren van een opvolger van de Lincoln Continental uit 1939-1948, moest de Continental Mark II ook de spirituele opvolger worden van de Lincoln Model K die in de jaren dertig als een van de vlaggenschepen van de Amerikaanse auto-industrie beschouwd werd.
In 1955 werd de Continental Division opgericht als een op zichzelf staande divisie met eigen productiefaciliteiten om de Continental Mark II te produceren. Initieel zou enkel een tweedeurs hardtop aangeboden worden, later zou het modellengamma uitgebreid worden met een cabriolet en een vierdeurs hardtop sedan. De cabriolet en de sedan zijn er echter nooit gekomen.
De Continental Mark II maakte zijn werelddebuut op het Autosalon van Parijs in 1955, bijna twee jaar na de introductie van de kleinere Ford Thunderbird. In de Verenigde Staten debuteerde de Mark II op het hoofdkwartier van Ford in Dearborn (Michigan).
Met een basisprijs van US$ 9.966 (het equivalent van US$ 100.811 in 2021) was de Mark II de duurste Amerikaanse auto van zijn tijd die kon wedijveren met auto's zoals de Rolls-Royce Silver Cloud. De Mark II maakte gebruik van standaard mechanische onderdelen van Lincoln, waaronder de "Y-block" V8-motor en de automatische transmissie. De rest van het voertuig werd grotendeels met de hand geassembleerd, waardoor Ford uiteindelijk duizenden dollars per geproduceerd exemplaar zou verliezen.
Na 1957 trok Ford de stekker uit de Continental Division, waarna de divisie vanaf 1958 geleidelijk in Lincoln opging. In 1969 blies Ford de Mark-serie weer nieuw leven in met de (tweede) Lincoln Continental Mark III. Er zouden nog vijf generaties volgen, totdat de Mark-modellijn in 1998 definitief geschrapt werd.
Elke generatie van de Mark-modellijn had de typerende reservewiel-uitstulping in het kofferdeksel. Ook het kofferdeksel van de zevende generatie Lincoln Continental en van de Lincoln Versailles hadden zo'n uitstulping. 
Het merklogo van Continental was een rechthoekige vierpuntige ster. Na de stopzetting van de Mark II nam Lincoln  in 1958 de vierpuntige ster over. Het logo wordt nog steeds in licht gewijzigde vorm gebruikt op voertuigen van het Lincoln-merk.

## Ontwerp

### Chassis en aandrijflijn

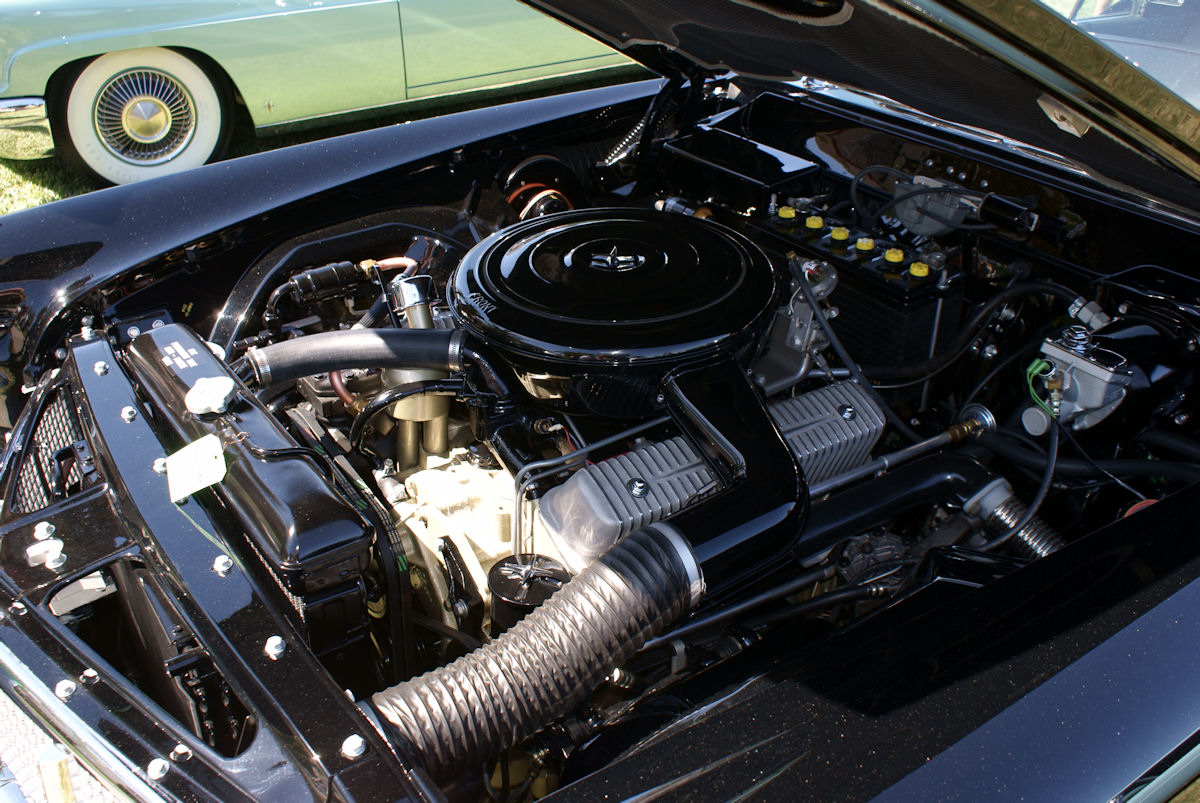
De 6,0-liter Continental "Y-block" V8-motor

De Continental Mark II was opgebouwd volgens het body-on-frameprincipe. De wagen maakte gebruik van een Y-vormig ladderchassis dat toeliet om de ophanging te verlagen en het gebruik van dubbele uitlaten te optimaliseren. Onder de voorstoelen was een dwarsbalk gemonteerd, met nog zes bijkomende buisvormige dwarsbalken doorheen het chassis.
Hoewel de lay-out van de ophanging grotendeels van Lincoln was overgenomen, kreeg de Mark II snelheidsafhankelijke schokdempers op de voorwielen om het rijgedrag van de 2300 kg wegende auto te verbeteren.
Om de productie te stroomlijnen werden aandrijfcomponenten van Lincoln gebruikt die tijdens de productie gecontroleerd werden via het strenge kwaliteitscontroleprogramma van de Continental-divisie. De Mark II werd aangedreven door de 6,0-liter Lincoln Y-block V8-motor met een vier-barrel carburateur. In 1956 produceerden de motoren 285 pk, in 1957 werd het motorvermogen verhoogd tot 300 pk. Het motorvermogen werd via een drietraps Turbo-Drive automatische transmissie overgebracht op de achterwielen.

### Carrosserie
Alhoewel Continental een modellijn met drie modellen gepland had, was de Mark II tweedeurs hardtop coupé het enige model dat in productie ging. De Mark II deelde zijn wielbasis met de Lincoln-modellijn en was meer dan vier centimeter korter, twee centimeter smaller en meer dan drie centimeter lager dan de Lincoln Premiere en de Capri.
In tegenstelling tot andere Amerikaanse luxeauto's uit die tijd was de carrosserie van de Mark II sober gestileerd, waarbij het gebruik van chroom beperkt was tot de bumpers, het radiatorrooster, de dorpels en de raamomlijstingen. Er werden weinig rondingen aan de carrosserie toegevoegd, met uitzondering van een accentlijn op de spatborden en deuren. Bovendien verschilde de Mark II qua stijl sterk van de gangbare Amerikaanse en Europese ontwerpen door het ontbreken van staartvinnen en van ponton-wielkasten.
Achteraan zat de tankdop verborgen achter een wegklapbaar linker achterlicht. Het "Continental reservewiel", dat bij de eerste Continental uit 1941 verticaal op de kofferbak gemonteerd was, werd door de Ford-ingenieurs bij de Mark II verticaal in de kofferbak geplaatst. Om het kofferdeksel te kunnen sluiten werd de iconische reservewiel-uitstulping geïntroduceerd.
Terwijl de Continental grotendeels bedoeld was als een luxevoertuig, waren interieurelementen van de Mark II bedoeld om de wagen een meer persoonlijke tint te geven dan de doorsnee Amerikaanse luxeauto. Centraal in het interieur was de panoramische voorruit. In tegenstelling tot de Lincoln- en Mercury-voertuigen uit die tijd, kreeg de Mark II een verticaal gepositioneerd stuurwiel met een volledige set wijzerplaten achter het stuur.
De Continental Mark II had een voor die tijd heel uitgebreide standaarduitrusting met stuurbekrachtiging, rembekrachtiging, elektrisch bedienbare ramen, elektrisch verstelbare zetels en een volledig instrumentenpaneel inclusief een toerenteller en een waarschuwing voor een laag brandstofniveau. De Mark II werd aangeboden met keuze uit negentien koetswerkkleuren en 43 interieurontwerpen. In tegenstelling tot andere luxeauto's van concurrenten waren tweekleurige lakcombinaties niet beschikbaar, al kon dit indien gewenst wel op maat van de klant geleverd worden.

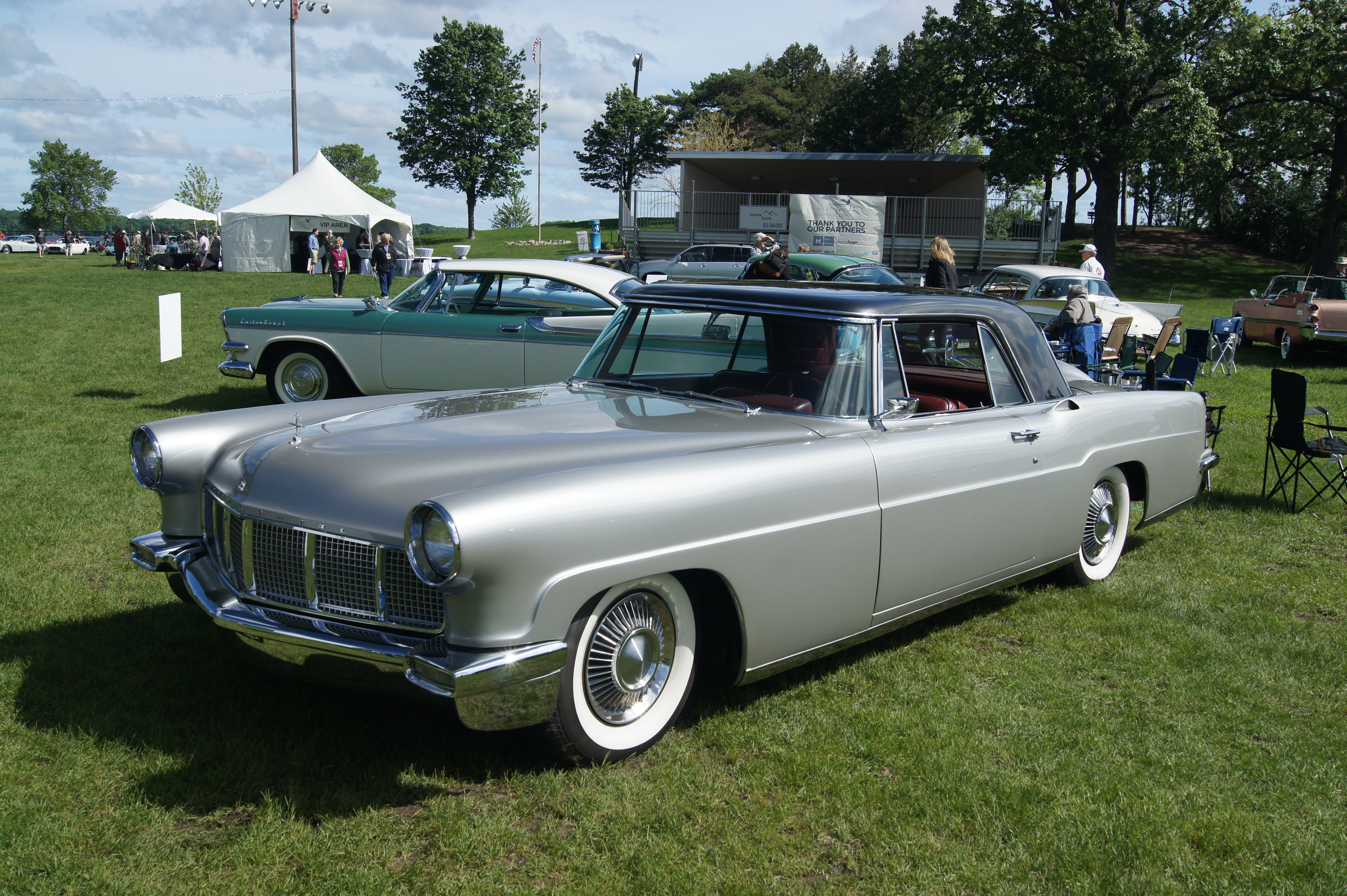
Continental Mark II (1956)
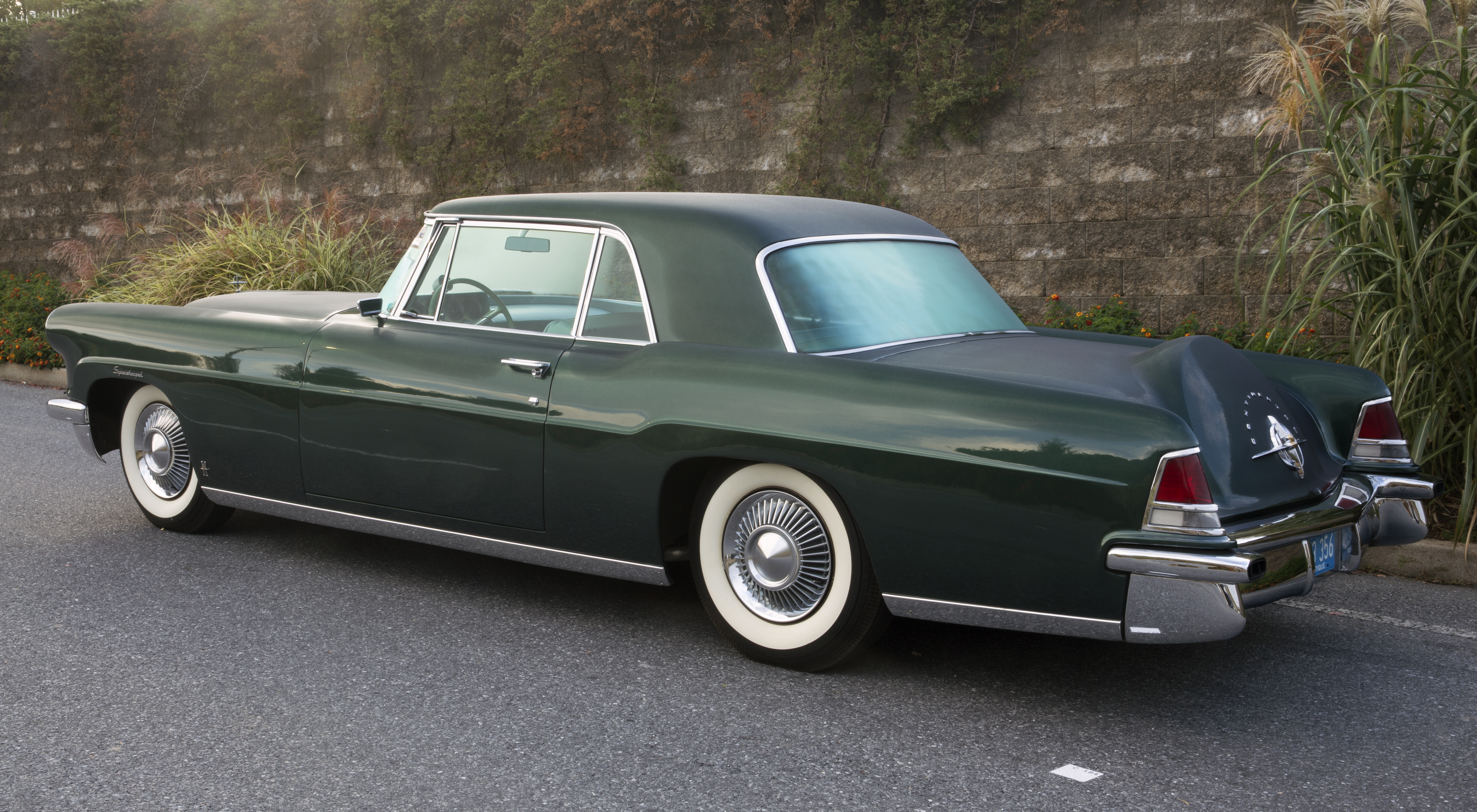
Continental Mark II (1956), achteraanzicht
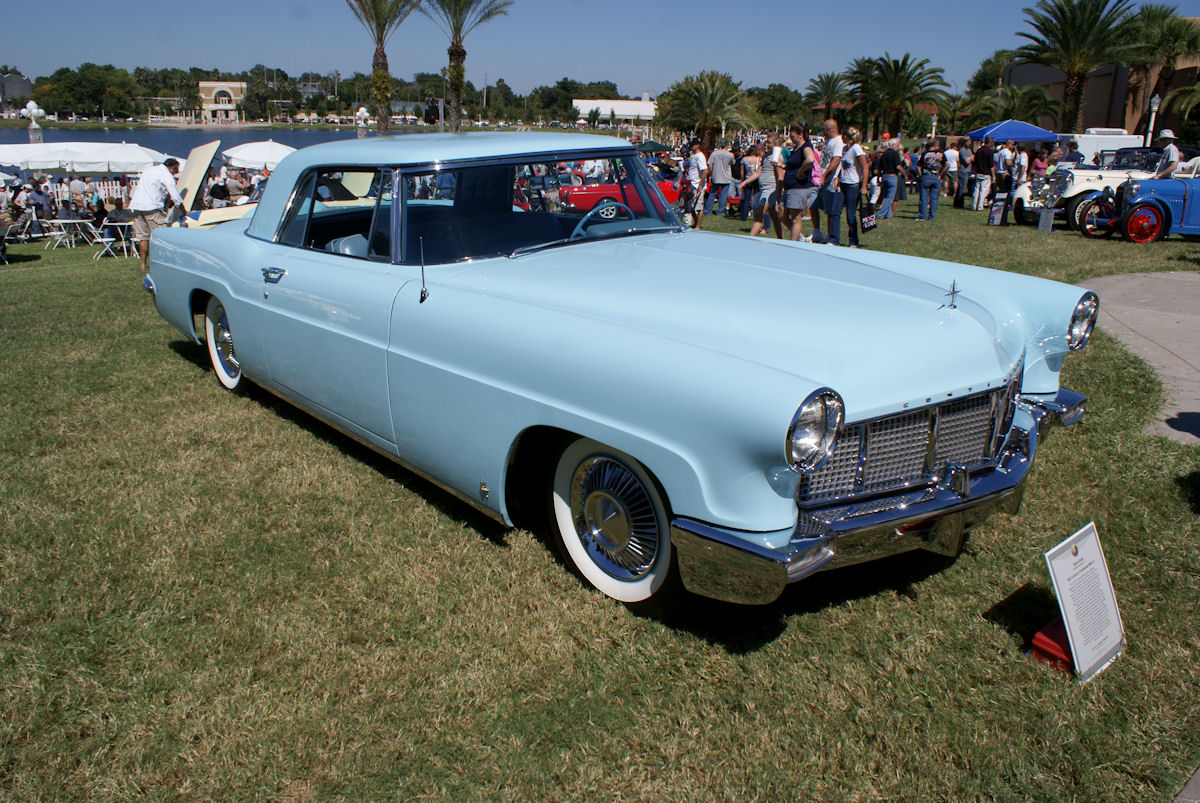
Continental Mark II (1957)
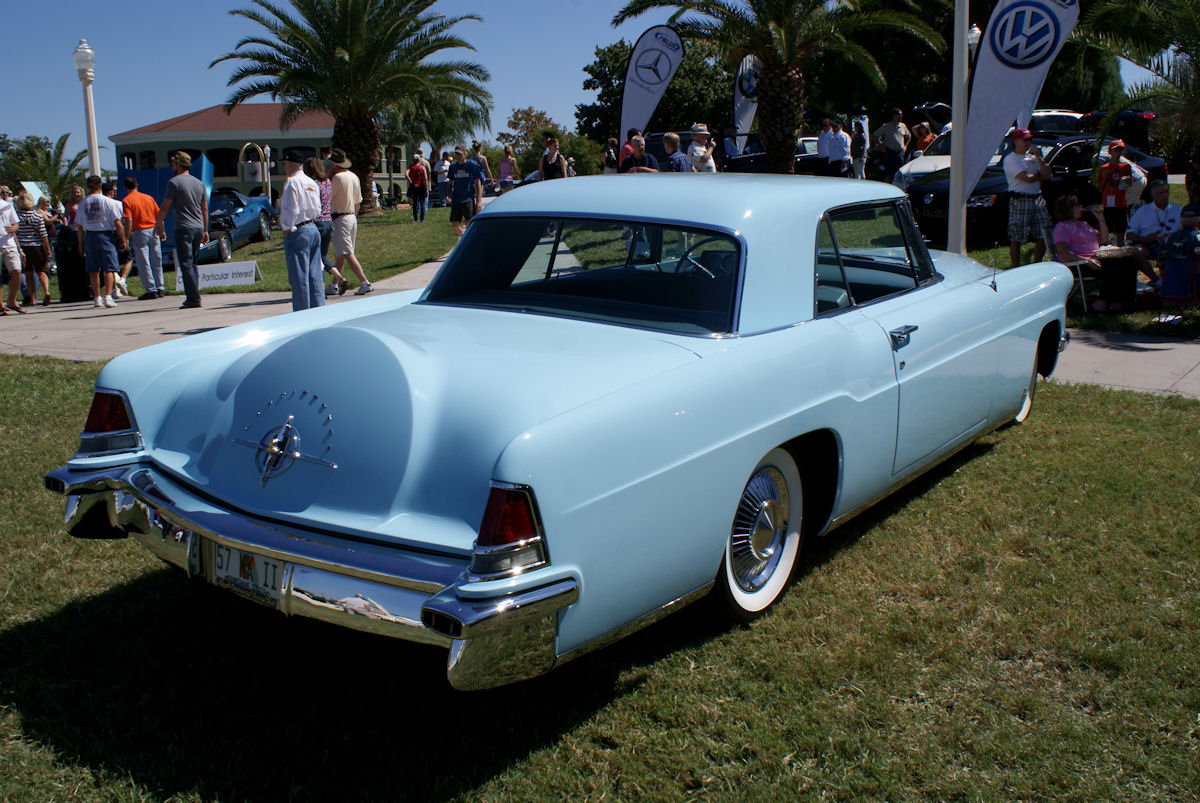
Continental Mark II (1957), achteraanzicht
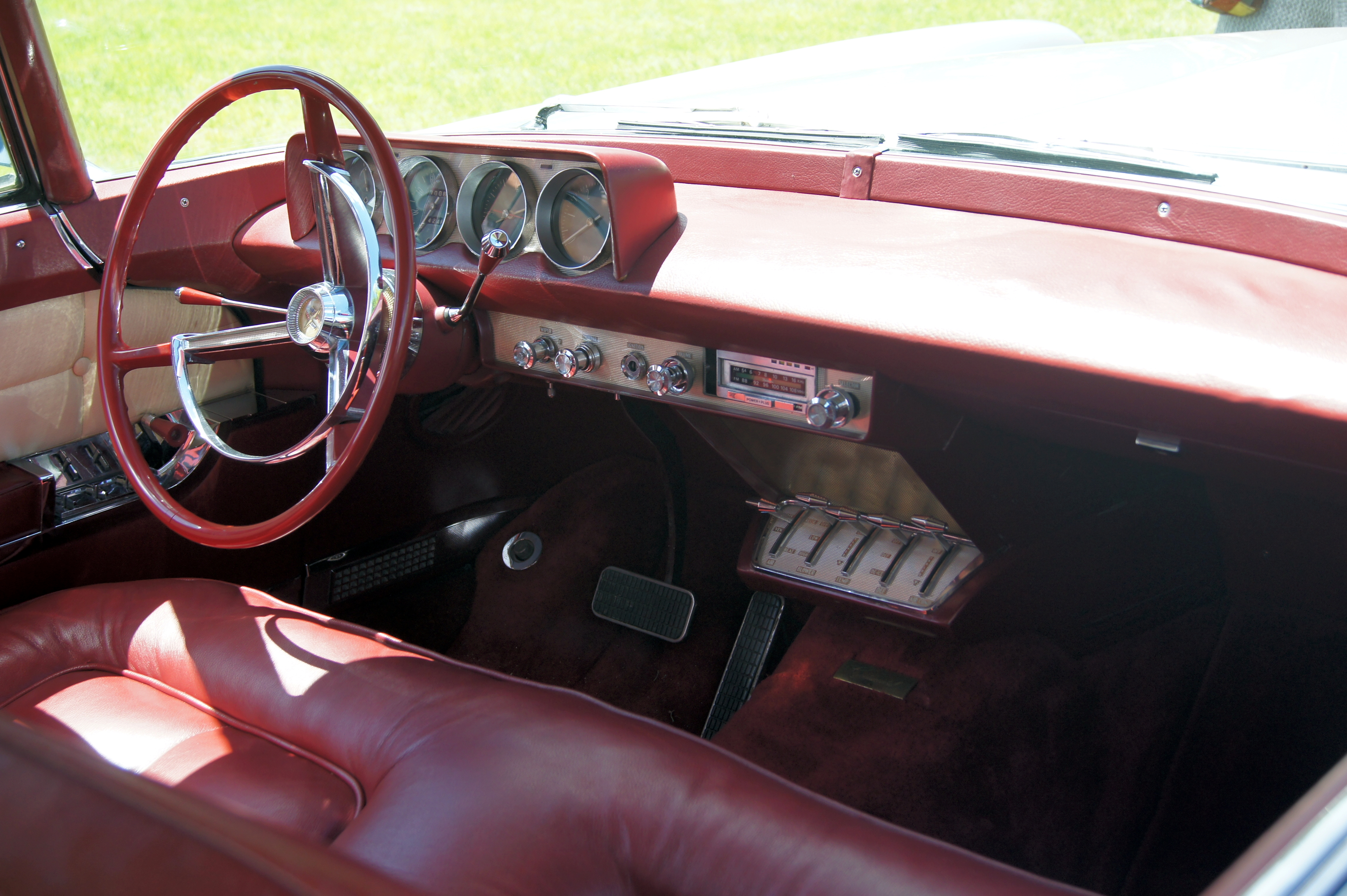
Interieur
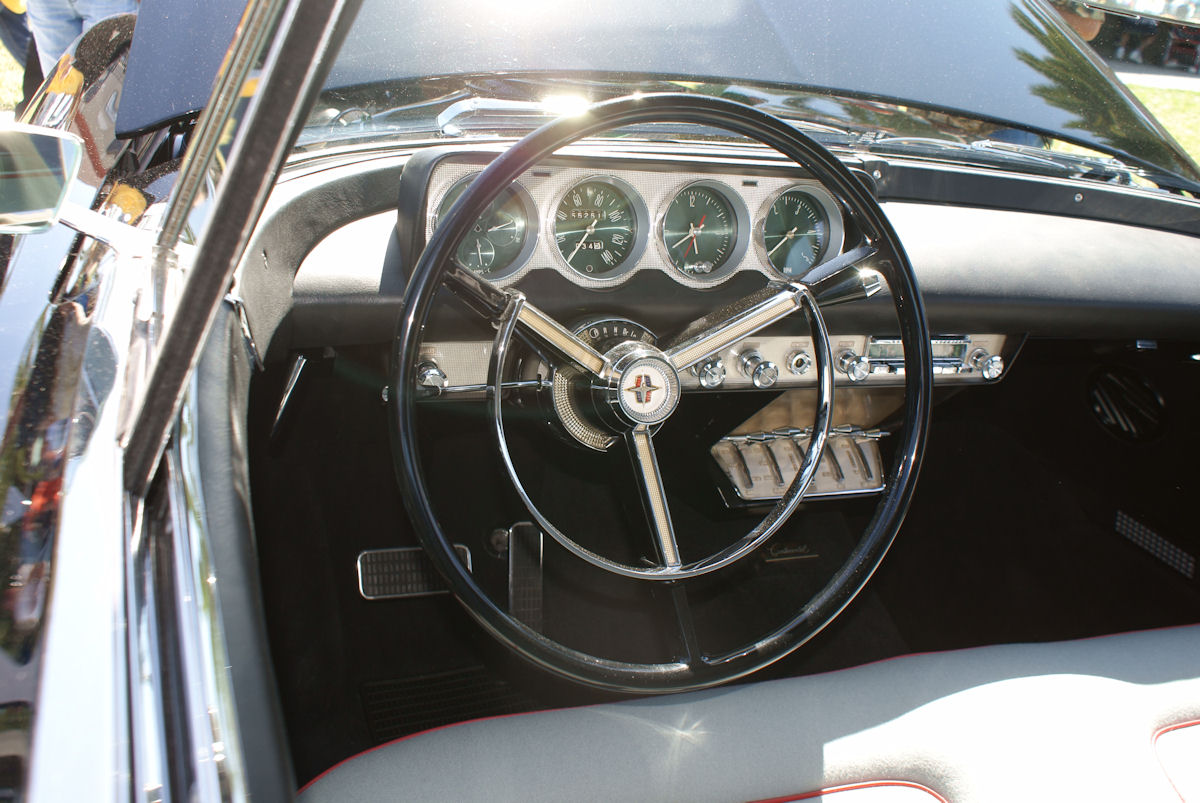
De volledige set wijzerplaten achter het stuur
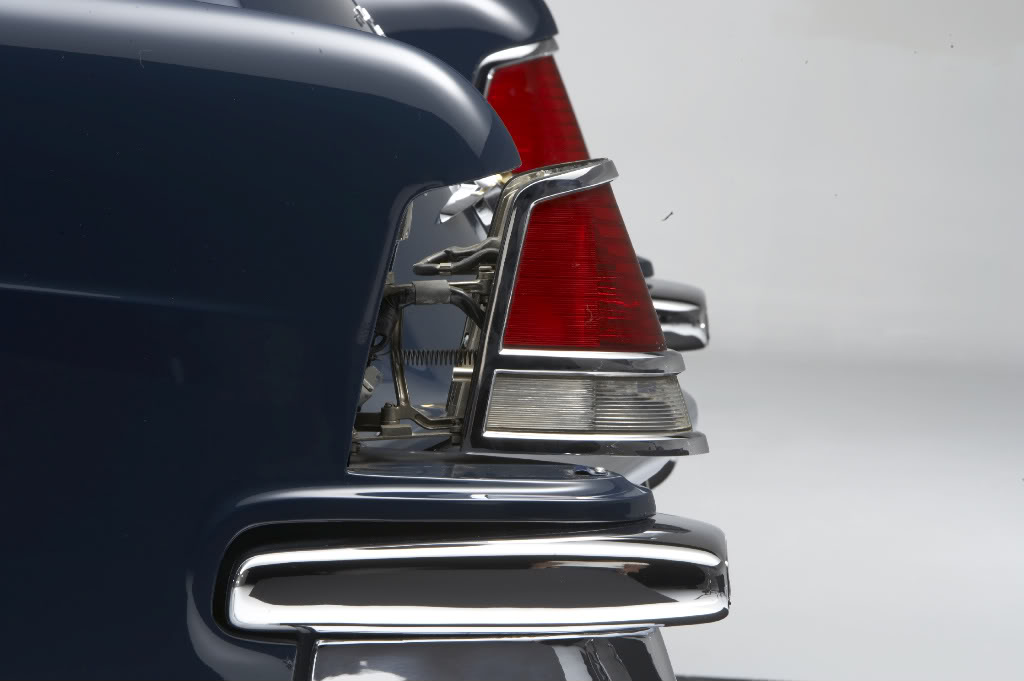
Linker achterlicht, waarachter de tankdop verborgen zit

### Kwaliteitscontrole

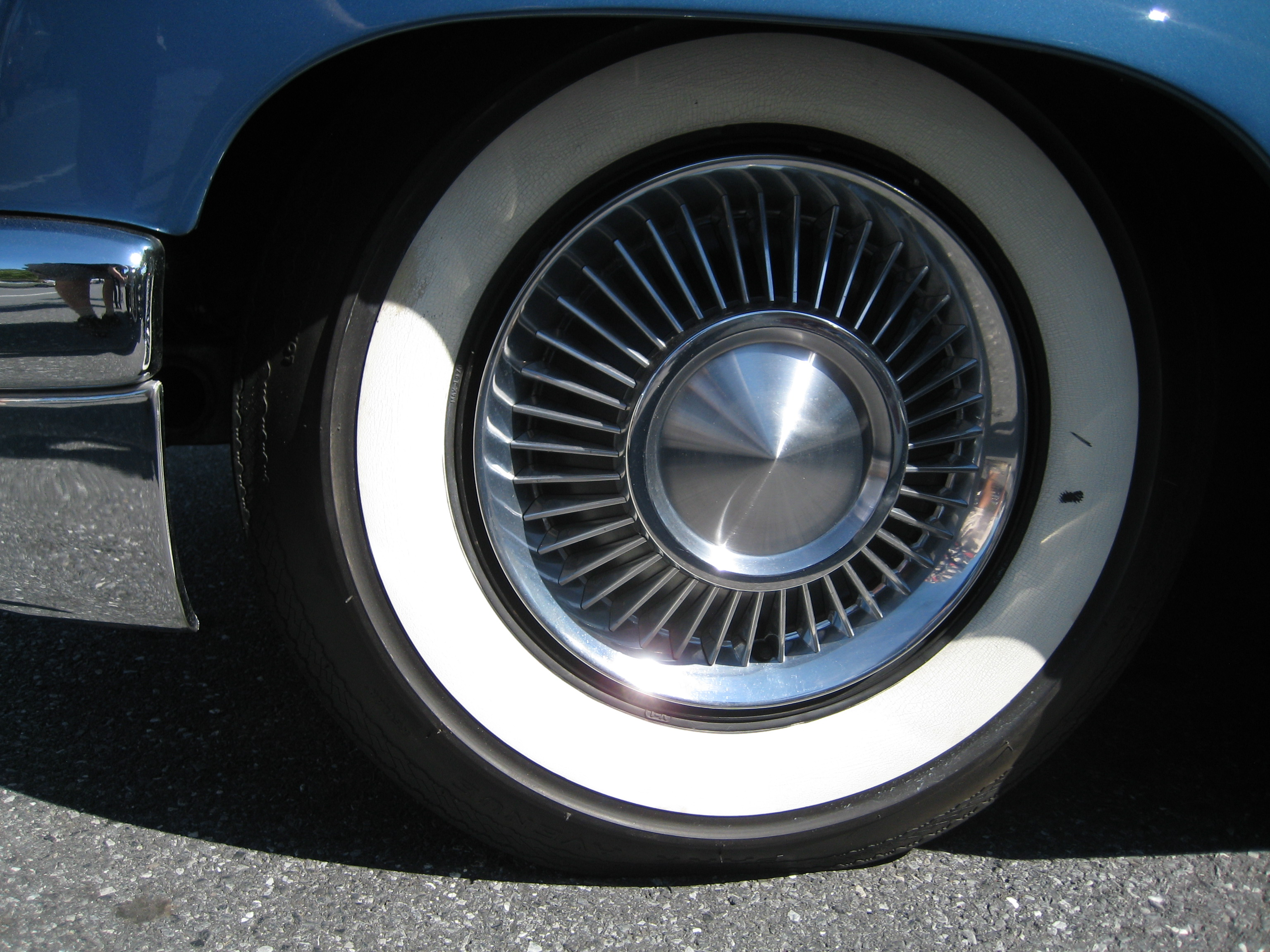
De met de hand gemaakte wieldoppen

In plaats van stijl of prestaties probeerde Ford de exclusieve prijs van de Continental-modellijn te rechtvaardigen door de wagen in de markt te zetten als de Amerikaanse auto van de hoogste kwaliteit. Net zoals de op maat gemaakte auto's uit de jaren dertig werd de Mark II grotendeels met de hand gebouwd. Hoewel het ontwerp gedeeld werd met de standaard Lincoln-modellijn, werd elke Continental Mark II-motor na selectie uit de Lincoln-assemblagelijn volledig gedemonteerd en weer in elkaar gezet na talrijke kwaliteitscontroles en prestatie-inspecties. Elk van de vier wieldoppen werd met de hand geassembleerd en elke letter van "Continental" werd afzonderlijk op het kofferdeksel vastgeschroefd.
Omdat Amerikaans leer gespoten werd in plaats van geverfd, werd voor het interieur Bridge of Weir-leer geïmporteerd uit Schotland. Terwijl metallic-kleuren populair geworden waren voor Amerikaanse luxeauto's in de jaren vijftig, dwongen duurzaamheidsproblemen Continental ertoe om carrosseriekleuren op basis van lakverf aan te bieden.
Tijdens de oprichting van de Continental-divisie door Ford Special Products probeerde Ford om de strengste kwaliteitscontroleprogramma's te ontwikkelen die ooit in de Amerikaanse auto-industrie gebruikt werden. Dit resulteerde in zeven belangrijke initiatieven voor Continental. Het kwaliteitscontroleprogramma omvatte alle medewerkers van de assemblagefabriek, van arbeiders tot het hogere management. In één geval werd een transportwagen met Mark II's teruggestuurd naar de fabriek toen een bewaker van de poort een lakdefect op één van de voertuigen opmerkte.
| Continental Mark II kwaliteitscontroleprogramma | Continental Mark II kwaliteitscontroleprogramma |
| Initiatief                                      | Beschrijving |
| ----------------------------------------------- | --- |
| Specificatie van de kwaliteit                   | Continental-voertuigen mochten alleen materialen van de hoogste kwaliteit gebruiken (waardoor een aantal leveranciers hun eigen productienormen moesten opwaarderen). |
| Initiële inspectie                              | Om er zeker van te zijn dat alle onderdelen aan de normen voldeden, werden alle inspecties opzettelijk eerder dan normaal gepland om het proces te vertragen en potentiële afkeuringen mogelijk te maken. |
| Inspectie bij ontvangst                         | In plaats van onderdelen voor het eerst in de assemblagefabriek te inspecteren, werden 100% van de onderdelen geïnspecteerd door de leveranciers zelf, waarbij in de fabriek een tweede inspectie plaatsvond. |
| Inspectie en tests in de fabriek                | In de assemblagefabriek van Continental doorliep elk voertuig veertien belangrijke inspectiepunten, waar elk voertuig werd geïnspecteerd door een team van monteurs voordat het verder werd geassembleerd. Na voltooiing van de montage onderging elk voertuig een verdere inspectie en een test op de weg voordat het werd verzonden. |
| Actiepunten voor het topmanagement              | Het management van Continental beoordeelde statistische informatie van de afdeling kwaliteitscontrole en vergeleek deze met problemen van klanten en reparatieclaims. |
| Dienst naverkoop                                | Een programma om problemen van klanten op te lossen, ook gebruikt om de klanttevredenheid te controleren. |

## Naamgeving

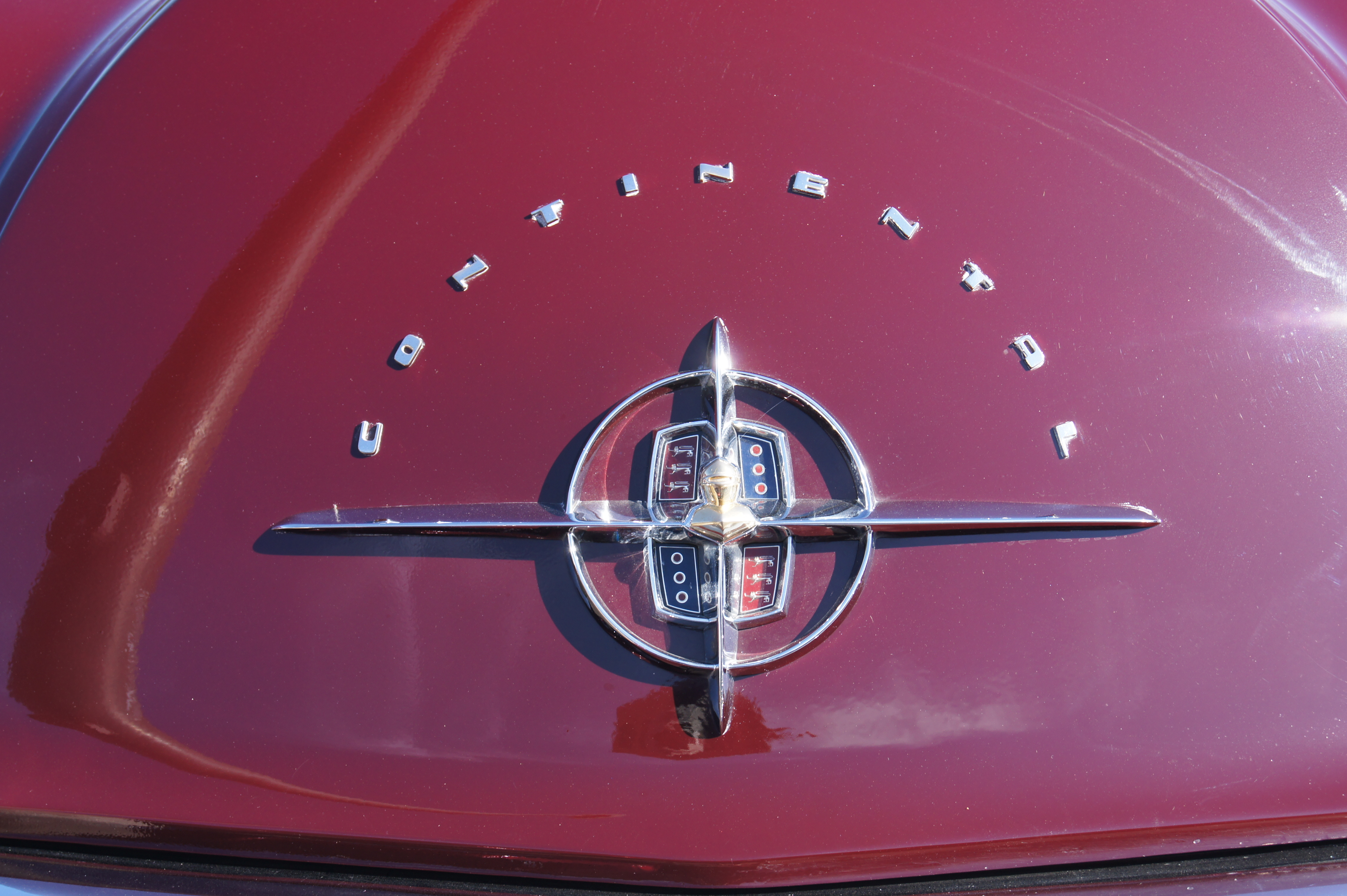
Continental merklogo op de kofferbak van een Mark II uit 1957

De merknaam van de Continental Mark II, ontwikkeld als de opvolger van de eerste generatie Lincoln Continental, is een bron van verwarring geweest. De Continental-divisie van Ford was een op zichzelf staande divisie met een eigen productiefaciliteit. In plaats van een apart dealernetwerk voor Continental op te zetten, werd de Mark II echter verkocht en onderhouden via het Lincoln-Mercury-dealernetwerk aangezien Continental veel mechanische componenten met Lincoln deelde.

### Na de Mark II
In 1958 zorgde de naam Continental voor nog meer verwarring toen de op zichzelf staande Mark II vervangen werd door de Mark III. In een poging om de kostprijs te verlagen naar US$ 6.000 werd de Continental een speciale uitvoering van het standaard Lincoln-model, die alleen nog verschilde in daklijn. Zo kon de Continental van handmatige montage naar een gedeelde assemblagelijn verschuiven. Na 1959 werd het op zichzelf staande merk Continental volledig opgeheven en nam Lincoln de "Mark"-nomenclatuur over: de Mark V uit 1960 werd in advertenties aangeprezen als de Lincoln Continental Mark V. Deze Mark III, IV en V waren ook niet langer Personal luxury cars maar behoorden net als de standaard Lincoln-modellen tot de topklasse. 
Vanaf 1961 werd het aanbod van het merk Lincoln gereduceerd tot een enkele Continental. Met uitzondering van de Lincoln Versailles uit 1977 duurde deze praktijk 20 jaar, totdat de Lincoln Continental uit de topklasse in 1981 omgedoopt werd tot Town Car.

### De Mark III uit 1968
In 1968 introduceerde Ford de Continental Mark III in het Personal luxury car-segment. Deze auto deelde het platform met de vijfde generatie Ford Thunderbird. Hoewel deze Mark III veel goedkoper was dan de Mark II, was hij volgens hetzelfde principe opgebouwd, inclusief het kofferdeksel met de reservewiel-bult.
Deze Mark III was bedoeld als echte opvolger van de Mark II luxecoupé uit de jaren vijftig, waarbij de Continentals uit 1958-1960 genegeerd werden. Henry Ford II was van mening dat die zware, onaantrekkelijke modellen van eind jaren vijftig de naam Continental niet waardig waren. Daarom worden ze in de Amerikaanse vakpers soms aangeduid als "The Lost Marks".

### Het einde van de Continental
In 1986 werd de Mark-serie geïntegreerd in het merk Lincoln waardoor de Continental-benaming verdween en er na 18 jaar een einde kwam aan de naamsverwarring: de Continental Mark VII werd omgedoopt tot de Lincoln Mark VII en werd voorzien van Lincoln-emblemen.

## Productie en verkoop

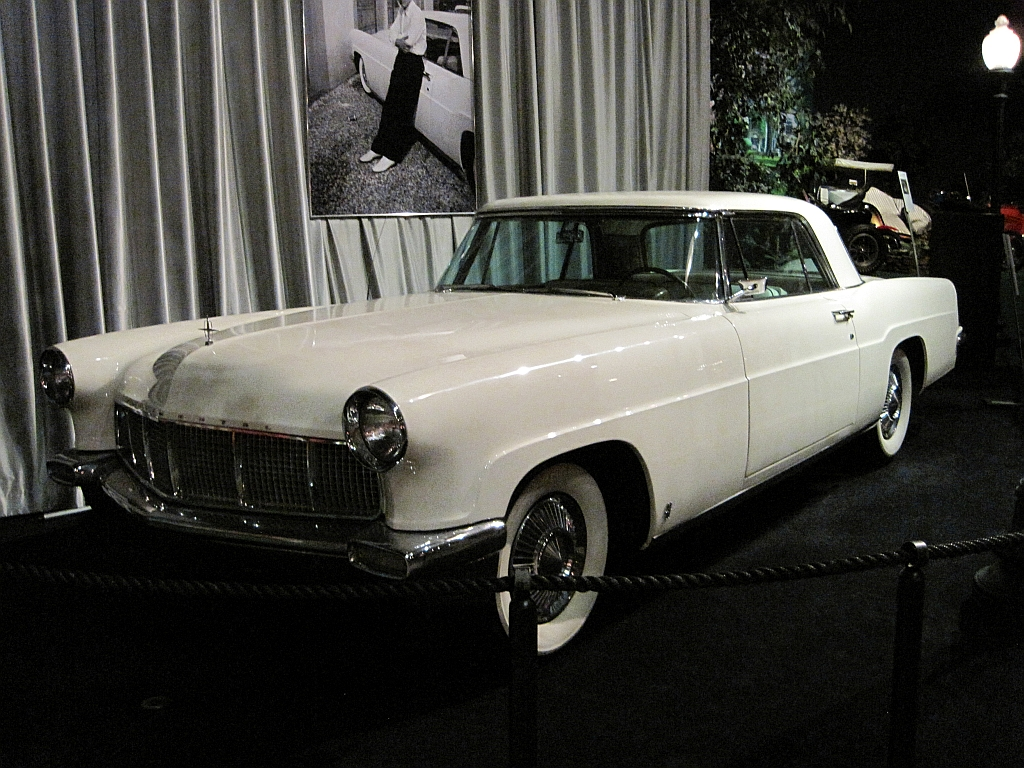
De Continental Mark II van Elvis Presley

De Continental Mark II werd geproduceerd in de Allen Park Body & Assembly-fabriek in Allen Park, Michigan. Daar was ook het hoofdkantoor van de Continental-divisie gehuisvest. De fabriek beschikte niet over een lopende band, wat zeer atypisch was voor Ford. Om de handmatige assemblage en inspectie te vergemakkelijken werd elk voertuig in de fabriek op een mobiel platform gemonteerd. Wanneer na elke stap in de assemblage de inspectie voltooid was, werden de voertuigen met de hand naar het volgende assemblagestation verplaatst. Na de stopzetting van de Mark II in 1957 kreeg de fabriek een nieuwe bestemming en werd het hoofdkwartier van de Edsel-divisie. 
In totaal werden er 3005 exemplaren van de Continental Mark II geproduceerd. Dit aantal omvat drie prototypes en 13 preproductievoertuigen. De serienummers voor de Mark II liepen van 975 tot 3989, de nummers 986 en 998 werden niet gebruikt. De eerste reguliere productieauto had nummer 1001. De drie prototypes kregen de nummers 500, 501 en 502F. De eerste twee werden gesloopt in juni 1956, het derde prototype bestaat nog steeds.
Hoewel een cabriolet nooit in productie is gegaan, werden twee Mark II-exemplaren uit 1956 op officiële basis omgebouwd tot cabrio's: nummer 1126 werd omgebouwd door Hess & Eisenhardt, nummer 3190 door de Derham Body Company.
Veel rijke en prominente figuren waren eigenaar van een Mark II, waaronder Frank Sinatra (nummer 1884), Liz Taylor (nummer 3196), Elvis Presley (nummer 3286) en Dwight Eisenhower (nummer 3411).

## Nalatenschap
Terwijl de tweedeurs hardtop Mark II het enige model was dat door Continental geproduceerd werd, zouden verschillende elementen van de Mark II voortleven in andere voertuigen van de Ford Motor Company. Alhoewel er nooit een Mark II met intrekbare hardtop verschenen is, zou het mechanisme wel gebruikt worden voor de Ford Skyliner uit 1957, de Lincoln Continental uit 1961 en de Ford Thunderbird uit 1958.
De Continental Mark II was het begin van de Mark-serie met het geïntegreerde "Continental reservewiel". Het vierpuntige sterembleem van Lincoln debuteerde op de Mark II en is sinds 1958 in gebruik op Lincoln-voertuigen.
Ongeveer de helft van de oorspronkelijk circa 3000 exemplaren bestaat nog steeds. Prijzen variëren van US$ 25.000 voor een rijdend exemplaar in slechte staat tot US$ 240.000 voor een Mark II in concoursstaat.

## In populaire cultuur

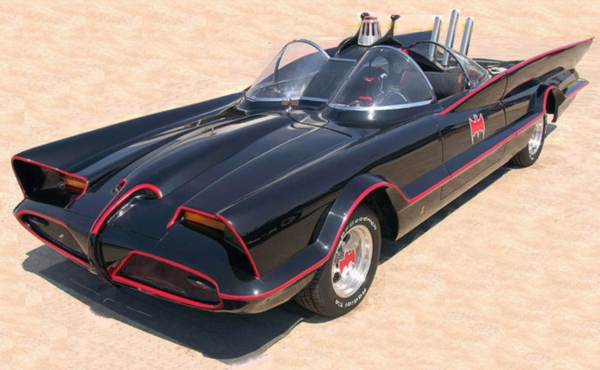
Batmobile (1966)

- De Continental Mark II was te zien in de film High Society uit 1956 met Frank Sinatra, Bing Crosby, Grace Kelly en Louis Armstrong.

- De Lincoln Futura conceptauto uit 1955 (die gebruik maakte van het Mark II chassis en de Mark II aandrijflijn) werd door George Barris omgebouwd tot de Batmobile voor de gelijknamige tv-serie uit de jaren zestig.